# Officers' Training Corps

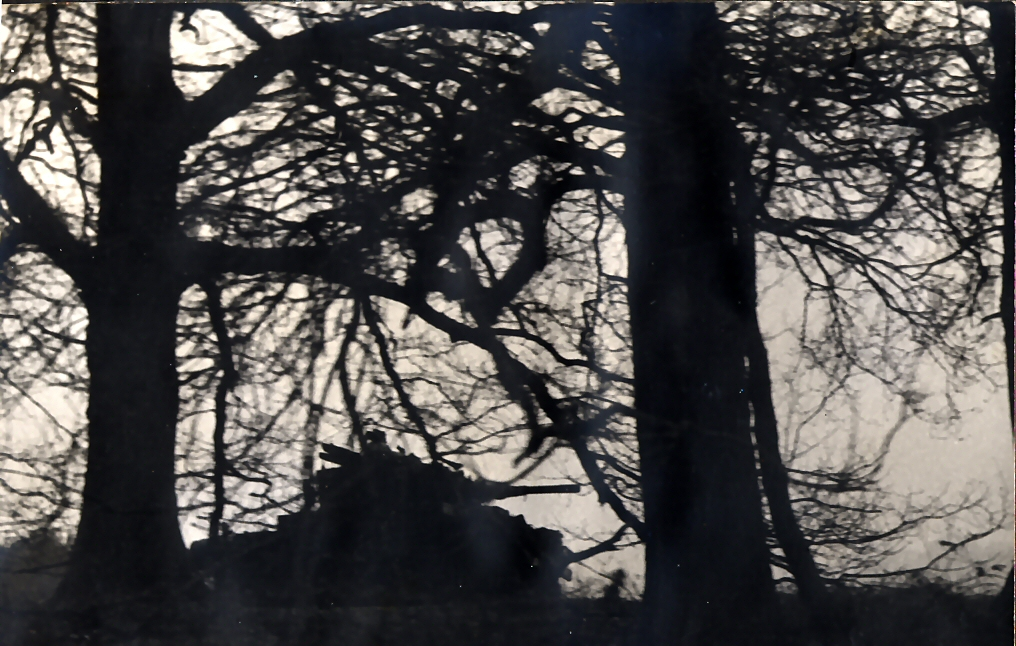
En Alvis Saladin-pansarbil ur Cambridge University OTC på övning 1974.

Officers' Training Corps (OTC) är en del av den brittiska armén som ger militär ledarskapsutbildning för studenter vid brittiska universitet. Endast en mindre del av OTC-medlemmar går vidare för att ytterligare utbilda och därefter ges officersfullmakt i den reguljära eller territoriella armén. På senare år har det dock funnits en större ansträngning vid OTC att öka medvetenheten om karriärmöjligheter inom den reguljära eller territoriella armén (även om uppdragsbeskrivningen inte har förändrats). Den liknar på sätt och vis amerikanska Army Reserve Officers' Training Corps (AROTC). En grundläggande skillnad är i emellertid att AROTC faktiskt är officersutbildningsanstalter och därmed har en annorlunda livssyn och arbetsmoral. Brittiska försvarsministeriet marknadsför OTC som "ett universitet/collegeklubb med ett stort och varierat socialt liv" med "...några av de billigaste drinkarna på campus."
Den brittiska armén konstaterar att "Varje UOTC faktiskt är ett fristående regemente med eget hatt/baskermärke och andra insignier, har eget militärt bälte och har sina egna seder och traditioner."[källa behövs]